# British Cycling
British Cycling est la fédération organisant le sport cycliste en Grande-Bretagne. Elle a été créée en 1959 et est issue de la fusion de la British League of Racing Cyclists et de la National Cyclists' Union. Elle est compétente pour le cyclisme sur route, sur piste, le cyclo-cross, le BMX et le VTT. Cycling Time Trials demeure compétente pour les contre-la-montre sur route en Angleterre et au Pays de Galles. British Cycling est membre de l'Union cycliste internationale et de l'Union européenne de cyclisme.
Le 17 décembre 2009, les noms de 50 coureurs intronisés au British Cycling Hall of Fame sont annoncés. Le British Cycling Hall of Fame est créé dans le cadre de la célébration du cinquantième anniversaire du British Cycling.